# فلوران بيسمان
فلوران بيسمان (مواليد 2 يناير 1940) هو مبارز بالسيف بلجيكي، مثّل بلاده في الألعاب الأولمبية الصيفية 1968.

## روابط خارجية
فلوران بيسمان على موقع أوليمبيديا (الإنجليزية)